# Zemský okres Gifhorn
Zemský okres Gifhorn (německy Landkreis Gifhorn) je zemský okres v německé spolkové zemi Dolní Sasko. Sídlem správy zemského okresu je město Gifhorn. Má přibližně 175 tisíc obyvatel. 

## Města a obce
Města:
1. Gifhorn
2. Wittingen

Obce:
1. Adenbüttel
2. Barwedel
3. Bergfeld
4. Bokensdorf
5. Brome
6. Calberlah
7. Dedelstorf
8. Didderse
9. Ehra-Lessien
10. Groß Oesingen
11. Hankensbüttel
12. Hillerse
13. Isenbüttel
14. Jembke
15. Leiferde
16. Meine
17. Meinersen
18. Müden (Aller)
19. Obernholz
20. Osloß
21. Parsau
22. Ribbesbüttel
23. Rötgesbüttel
24. Rühen
25. Sassenburg
26. Schönewörde
27. Schwülper
28. Sprakensehl
29. Steinhorst
30. Tappenbeck
31. Tiddische
32. Tülau
33. Ummern
34. Vordorf
35. Wagenhoff
36. Wahrenholz
37. Wasbüttel
38. Wesendorf
39. Weyhausen

nezařazené území: Giebel